# Rebeca Godoy
Rebeca Godoy Romo (Santiago, 16 de mayo de 1945 - ibídem, 20 de agosto de 2013) fue una cantora popular chilena.

## Biografía
Inició su carrera en 1975, cantando en distintas peñas folclóricas de Santiago como "La Siembra", "La Parra", "La Fragua", "El Yugo", "Cantamérica" y "La Casona de San Isidro", que agrupaban la resistencia artística a la dictadura militar. Se presentó en Europa, Canadá y Centroamérica durante la década de 1980.
Tuvo exitosas participaciones en Festival del Huaso de Olmué, donde obtuvo un "Guitarpín", y en el Festival de la Canción de Viña del Mar, donde ganó la "Gaviota de Plata", ambas como premio al mejor intérprete.
En 2013, autoeditó su álbum No me arrepiento. Falleció el 20 de agosto de ese año.

## Discografía
- Año incierto, antes de 1987, Rebeca Godoy.[6]
- 1987, Canto a mi pueblo[7].
- Año incierto, entre 1988 y 1991, Canto de victoria.[8] 2000, 21 canciones valientes. Álbum recopilatorio.[9]
- 2008, Grito del pueblo... juicio y castigo[4].
- 2013, No me arrepiento.